# Ivo Lah
Ta članek opisuje matematika Iva Laha. Za publicista glej Ivan Lah.
Ivo Lah, slovenski matematik,statistik, demograf in aktuar,  * 5. september 1896, Štrukljeva vas pri Cerknici, Avstro-Ogrska, †23. marec 1979, Ljubljana.
Ivo Lah je bil slovenski matematik, statistik, demograf in aktuar. Najbolj znan je po Lahovih številih, ki jih je odkril leta 1955.
Njegovo glavno delo je Računske osnovice životnog osiguranja, napisano v srbohrvaščini, ruščini in francoščini, izdano v Zagrebu leta 1947. 
V letih 1937-1940 je pri Jugoslovanski tiskarni izdajal strokovno revijo Glasnik udruženja aktuara Kraljevine Jugoslavije, v kateri so med drugim izhajali v slovenščini prvi članki iz matematike in statistike. 
Ob 50. obletnici njegovega odkritja Lahovih števil so na njegovi rojstni hiši v Štrukljevi vasi postavili spominsko ploščo.

## Izbrana dela
- Računske osnovice životnog osiguranja = Matematičeskie osnovy strahovanija žizni = Bases techniques pour les assurances sur la vie / Ivo Lah; Zagreb : Državni zavod za socijalno osiguranje (1947) (COBISS)